# Lucio Luceyo
Lucio Luceyo (en latín, Lucius Lucceius) fue un orador e historiador romano, amigo y corresponsal de Cicerón.
Hombre de considerable riqueza y gusto literario, puede compararse con Pomponio Ático. Disgustado ante su fracaso a la hora de convertirse en cónsul en el año 60 a. C., se retiró de la vida pública, y se dedicó a escribir una historia de las guerras Social y civiles. Casi lo acabó, cuando Cicerón insistentemente le pidió que escribiera una historia separada de su consulado (el de Cicerón). Cicerón creyó que un panegírico por parte de Luceyo, que había sentido considerable interés en los asuntos de quel período crítico, tendría gran peso en su campaña para lograr la rehabilitación después del exilio partiendo de su consulado. Cicerón ofreció proporcionar el material, e insinuó que Luceyo no necesitaba sacrificar la alabanza a la exactitud. Luceyo casi se lo prometió, pero no lo ejecutó. En consecuencia, Cicerón tuvo que alabar su propio consulado tanto en griego como en latín, pero nada queda de ninguna de tales obras de su historia. En la guerra civil fue partidario de Pompeyo; pero, habiendo sido perdonado por Julio César, regresó a Roma, donde vivió retirado hasta su muerte. 